# Битва при Куссери
Битва при Куссери (англ. Battle of Kousséri) — сражение, ставшее итогом политических действий Франции по оккупации Шари-Багирми, региона в современном Чаде. Французские войска и армия Рабиха Аз-Зубайра встретились при Куссери в северном Камеруне. Сражение было кровопролитным, в котором командующие обеих армий погибли. Французы одержали победу и образовали колонию Чад.

## Предыстория
Суданский военачальник Рабих аз-Зубайр, бежавший из египетских владений в Центральную Африку, создал там исламское государство по типу махдистского Судана, которое к тому времени подчинило себе практически все королевства бассейна Чада (Вадай, Багирми, Борну). К 1899 году аз-Зубайр имел под своим началом армию из 10 000 человек (количество штыков и сабель), вооружённых ружьями (главным образом устаревшими, новых образцов имелось всего 400), плюс большое количество вспомогательных войск, оснащённых лишь копьями или луками. Эти войска были набраны из баггара и племён Карнак Логоне (теперь Логон-Бирни).
В 1899 Рабих принимал в своей столице Дикве французского исследователя Фердинанда де Беагля. Между ними возникла ссора, и Рабих приказал взять Беагля под стражу. Узнав об этом, французские власти отправили против Рабиха отряд лейтенанта Бретонне, однако в столкновении 17 июля 1899 года у Тогбао на реке Шари отряд был разбит, а сам лейтенант и большинство его солдат погибли. В этом бою Рабих захватил три пушки (которые позднее французы вернули). После победы он приказал своему сыну Фадлалу, оставшемуся в Декоа, повесить Беагля.
После конфликта в Фашоде в бассейн Чада по рекам Конго, Убанги и Шари были доставлены французские военные отряды. Правитель области Багирми выразил желание сотрудничать с французами. Против «союзника» Франции выступил Раббах и в 1899 году вторгся в Багирми.
В 1899—1900 годах французы организовали три вооружённых колонны: одна выдвинулась из Конго, вторая — из Нигера, и третья — из Алжира. Целью операции было объединение всех французских владений в Западной Африке и ликвидация существовавшего с 1893 года на территории Нигера  независимого государства Борну под властью Рабиха Аз-Зубайра.
В конце года французский отряд, поднявшийся из Габона под командованием Эмиля Жантиля вверх по Конго на пароходе «Léon-Blot», столкнулся с войсками Рабиха возле Куно. Французы, пришедшие на выручку своему сателлиту, были отброшены с потерями, но вскоре, перегруппировавшись, возобновили своё наступление и взяли Куссери. Здесь они встретились с подошедшим из Алжира отрядом майора Лами и с отрядом Жоаллана — Менье, подошедшим из Нигера. Командование объединёнными силами принял Лами.

## Ход битвы

Голова Рабеха вад Фадлуллаха

Решающее сражение между Рабихом и французами состоялось 22 апреля 1900 года. Французские войска состояли из 700 военнослужащих, а также 600 стрелков и 200 кавалеристов, представленных союзными багирмианцами.
Покинув Куссури, французы тремя колоннами атаковали лагерь Рабиха. Армия Рабиха укрылась за палисадом и в течение трёх часов успешно отражала атаки французской пехоты, но в конце концов палисад был разрушен артиллерийским огнём. В проломы устремились сенегальские стрелки. В этом бою погиб французский командующий Лами. Однако силы Рабиха были разгромлены, а сам Рабих был убит.
Не выдержав натиска, большая часть его воинов обратилась в бегство. Сам Раббах с горсткой бойцов бросился в отчаянную контратаку. Французы, не ожидавшие подобного, сперва растерялись, но затем набросились на отряд и перебили его до последнего человека. Смертельно раненый султан был обезглавлен одним стрелком. Французы заплатили за эту победу дорогой ценой — смертью майора Лами, капитана Куэнте и 19 солдат.

## Историческое значение
После поражения сил Рабиха французы получили контроль над большей частью Чада, ставшего частью Французской колониальной империи. Созданное Рабихом государство распалось тотчас после его смерти. Сын его Фадлаллах не смирился с поражением и пытался некоторое время оказывать сопротивление захватчикам. Однако французские войска разгромили его силы к югу от озера Чад.
В 1909—1911 годах французскими войсками был завоёван соседний султанат Вадаи. Франция создала ещё одно владение в Центральной Африке. После насильственного внедрения в хозяйство хлопчатника (1925) Чад превратился в сырьевого поставщика метрополии.